# Flanco

Flancos em um escudo

Em heráldica, o flanco é uma honraria heráldica ordinária, constituda por dois arcos, ou círculos salientes nos lados do campo do escudo. Pela norma heráldica o flanco nunca deve ser suportado individualmente, ou seja somente pode ser usado em par.
O flanco é um segmento de um círculo desenhado a partir do topo da blindagem do escudo, rumando depois disto para a base do mesmo. Divide-se em um paralelogramo agudo tendo dois lados iguais e dois ângulos obtusos.

## Flancos diminutivos
Embora supostamente os diminutivos de flancos sejam os flasques e os voiders (que também não podem ser suportados individualmente), estes existem muito raramente na heráldica moderna, e na prática nunca devem ser distinguidos dos flancos.